# 합의각서
합의각서(合意覺書, Memorandum of Agreement, MOA)는 일반적으로 정식 계약에 앞서 당사자간 교섭 결과 상호 합의된 사항을 확인하고 기록하는데 사용되는 문서이다. 최근에는 독자적인 전문적, 기술적 내용의 합의 사항에도 많이 사용된다.

## 같이 보기
- 양해각서